# Flästa källa
Flästa källa i Bollnäs kommun godkändes som naturligt mineralvatten av Livsmedelsverket den 5 oktober 2006.  Vattnet kännetecknas av låg halt natrium (ca 5 mg/l), varför det är lämpligt för personer som ska inta natriumfattig (koksaltfattig) diet.
Källan i Flästa utgör kommunens största vattentäkt och försörjer Bollnäs med omkring 5000 kubikmeter dricksvatten per dygn via ett vattenledningsnät.